# Liste der Nummer-eins-Hits in den Hot 100 Airplay (1988)
Diese Liste enthält alle Nummer-eins-Hits in den Hot 100 Airplay Charts im Jahr 1988. Es handelt sich hierbei um die Charts mit den von den Radiostationen in den USA am häufigsten gespielten Musiktiteln, die vom US-amerikanischen Magazin Billboard veröffentlicht wurden. In diesem Jahr gab es 26 Spitzenreiter.
| Singles |
| --- |
| - George Michael – Faith - 5 Wochen (4. Dezember 1987 – 8. Januar 1988) - George Harrison – Got My Mind Set on You - 1 Woche (9. Januar – 15. Januar) - INXS – Need You Tonight - 1 Woche (16. Januar – 22. Januar) - Tiffany – Could’ve Been - 3 Wochen (23. Januar – 12. Februar) - George Michael – Father Figure - 4 Wochen (13. Februar – 11. März) - Rick Astley – Never Gonna Give You up - 1 Woche (12. März – 18. März) - Michael Jackson – Man in the Mirror - 3 Wochen (19. März – 8. April) - Billy Ocean – Get Outta My Dreams, Get into My Car - 2 Wochen (9. April – 22. April) - Whitney Houston – Where Do Broken Hearts Go - 1 Woche (23. April – 29. April) - Gloria Estefan & Miami Sound Machine – Anything for You - 2 Wochen (30. April – 13. Mai) - George Michael – One More Try - 4 Wochen (14. Mai – 10. Juni) - Rick Astley – Together Forever - 1 Woche (11. Juni – 17. Juni) - Debbie Gibson – Foolish Beat - 2 Wochen (18. Juni – 1. Juli) - Cheap Trick – The Flame - 2 Wochen (2. Juli – 15. Juli) - Richard Marx – Hold on the Nights - 1 Woche (16. Juli – 22. Juli) - Steve Winwood – Roll with It - 4 Wochen (23. Juli – 19. August) - George Michael – Monkey - 2 Wochen (20. August – 2. September) - Guns N’ Roses – Sweet Child o’ Mine - 2 Wochen (3. September – 16. September) - Def Leppard – Love Bites - 2 Wochen (17. September – 30. September) - UB40 – Red Red Wine - 1 Woche (1. Oktober – 7. Oktober) - Phil Collins – A Groovy Kind of Love - 2 Wochen (8. Oktober – 21. Oktober) - The Beach Boys – Kokomo - 2 Wochen (22. Oktober – 4. November) - The Escape Club – Wild Wild West - 1 Woche (5. November – 11. November) - Will to Power – Baby I Love Your Way - 1 Woche (12. November – 18. November) - Chicago – Look Away - 3 Wochen (19. November – 9. Dezember) - Poison – Every Rose Has Its Thorn - 4 Wochen (10. Dezember 1988 – 6. Januar 1989) |